# Isla El Venado, Sonora
Isla El Venado är en ö i Mexiko. Den ligger i delstaten Sonora, i den nordvästra delen av landet och väst om staden Guaymas. Arean är 0,22 kvadratkilometer.